# قاسم آهنین‌جان
قاسم آهنین‌جان (زاده ۲۶ شهریور ۱۳۳۷ – درگذشته ۱۴ اردیبهشت ۱۴۰۰) شاعر، نویسنده، منتقد ادبی و فیلم‌ساز ایرانی بود. وی فعالیت هنری را از سال ۱۳۶۴ آغاز کرد. از او بیش از ۱۱ جلد کتاب به چاپ رسیده‌ است، که کتاب بچگی‌ها در شب سقاخانه از وی، اثر برگزیده سال ۱۳۸۶ کشور شد.

## زندگی
قاسم آهنین‌جان در ۲۶ شهریور ۱۳۳۷ در شهر اردبیل زاده شد. خانواده وی در سال ۱۳۴۲ به شهر اهواز، در استان خوزستان مهاجرت کردند و او دوران نوجوانی و تحصیلات متوسطه خود را در این شهر سپری نمود. آهنین‌جان در کانون پرورش فکری کودکان و نوجوانان با بخش‌های مختلف هنر آشنا شد. وی فعالیت هنری را از ابتدای دهه ۱۳۶۰ با حضور در کلاس‌های کارگردانی کیانوش عیاری آغاز کرد، سپس دوره‌ای کوتاه به عنوان بازیگر در فیلم جدال بزرگ به کارگردانی علی‌اصغر شادروان حضور داشت. او در سال ۱۳۶۵ فیلمی داستانی به نام «شیهه زخم» ساخت، که فاقد کلام بود و از موسیقی باب دیلن بهره می‌جست.
آهنین‌جان فعالیت جدی خود در زمینه ادبیات را از اواخر دهه ۱۳۶۰ با نشر شعرهایش در مجله دنیای سخن آغاز کرد و نخستین مجموعه شعر خود با عنوان ذکر خواب‌های بلوط را در سال ۱۳۷۲ با حمایت شاپور بنیاد، که مدیریت انتشارات نوید شیراز را برعهده داشت، منتشر نمود. از او تاکنون ۱۱ مجموعه کتاب شعر منتشر شده‌است.

## آثار
- ذکر خواب‌های بلوط
- شاعر مرگ خویش می‌داند
- خون و اشراق بر ارغوان جوشن‌ها
- بخت تاریک در آفاق بنفشه و پروانه
- گلی برای غریبان تا همیشه
- برق رگ‌ها بر پولاد دریا
- سوسن خاموش به‌وقت فراق
- عطر غریب غزال مشرق‌ها
- شاخه یاس به شام خرابات
- لمعات خون
- کودکی‌ها در شب سقاخانه[۸]
- مینیاتورهای سیاه آهنین (انتشارات افراز)

## جوایز
- برنده بهترین فیلمنامه در جشنواره سراسری فیلم وحدت در سال ۱۳۶۸
- کتاب بچگی‌ها در شب سقاخانه: اثر برگزیده سال ۱۳۸۶[۹]
- تقدیر در جشنواره سیزدهم شعر فجر به عنوان شاعر پیشکسوت

## سبک شعر
شعر آهنین‌جان به تناسب محل سکونتش در خوزستان و مراوداتی که با شاعران آن خطه داشته، تحت تأثیر مولفه‌های شعر ناب و شعر دیگر است، ولی به عنوان شاعری مستقل و شاخص شناخته می‌شود. شعر او شعری تجریدی و با بیانی اشراقی است، که اغلب سرشار از تصاویر انتزاعی، همراه با زبانی موجز و فاخر می‌باشد.

## درگذشت
قاسم آهنین‌جان در غروب ۱۴ اردیبهشت‌ ۱۴۰۰ در پی ابتلا به بیماری سرطان و در سن ۶۲ سالگی درگذشت. یک ماه پیش از درگذشت وی، کلیپی از او پخش شده بود که او را در وضعیت نامناسبی در جلوی یکی از بیمارستان‌های اهواز نشان میداد. در توضیح این کلیپ گفته شده بود که وی به علت فقر از بیمارستان بیرون انداخته شده است. این خبر بعدا تکذیب شد و اعلام گردید که این تصاویر مربوط به زمانی است که ایشان بعد از حضور در بیمارستان و بهبودی نسبی درخواست بازگشت به منزل نمودند و کادر بیمارستان بعد از انجام تمام خدمات لازم ایشان را به آدرس اعلامی‌ می‌برند اما چون استاد در اواخر عمر دچار آلزایمر بودند آدرس منزل سابقشان را گفته بودند. بنابراین پرسنل اورژانس بعد از اطلاع از این شرایط سریعا ایشان را به بیمارستان بازمی‌گردانند و تا پایان عمر در بیمارستان می‌مانند.

## از نگاه دیگران
آهنین‌جان به دلیل زندگی در شهر اهواز و دوری از پایتخت، حضور کمتری در محافل ادبی داشته‌است، اما امروزه جایگاه مستقلی در میان شاعران نو دارد.
رضا براهنی در کتاب گزارش به نسل بی سن فردا، دربارهٔ آهنین‌جان می‌نویسد:
«قاسم آهنین جان با لحن نیرومند، در همه شعرها و تصویرهایش که حالت پرتابی شدید دارند، در «شعر به دقیقه اکنون» حضور دارد.»
محمد حقوقی در کتاب تاریخ ادبیات ایران وی را این‌گونه معرفی می‌کند:
«قاسم آهنین جان شاعری است که بعد از کتاب «شعر به دقیقه اکنون» حضوری مداوم داشته تاکنون»
محمدعلی سپانلو در مجله دنیای سخن دربارهٔ آهنین‌جان و سبک شعر جنوب می‌گوید:
«قاسم آهنین‌جان ستارهٔ درخشان شعر جنوب است.»
فرزاد الماسی بردمیلی: 
«آهنین جان شاعری ناب و خسته از جنس باران بود، جایگاه ایشان در شعر نو ایران مستقل و ماندگار است.»